# Communist Labor Party of America
Le Communist Labor Party of America (littéralement Parti travailliste communiste d'Amérique, CLPA) est un ancêtre du parti communiste américain . 
Le groupe est créé fin août 1919 à la suite d'une scission du Parti socialiste d'Amérique. Bien que légal au moment de sa formation, avec une organisation très proche de celle du parti socialiste dont il est issu, le parti est rapidement contraint à la clandestinité par les Palmer Raids de janvier 1920. 
Le groupe fusionne avec le Parti communiste des États-Unis d'Amérique en mai 1920. 

## Historique

### Contexte
Avec la fin de la Première Guerre mondiale et la confirmation de la révolution d'octobre en 1918, la tension persistante au sein du Parti socialiste d'Amérique entre l'aile socialiste révolutionnaire et la majorité centriste à volonté électorale s'intensifie.  
Les radicaux sont particulièrement déçus par la campagne de 1916 du candidat socialiste à la présidence Allan L. Benson, considéré comme fade et mou. Cette campagne voit la première réduction du nombre de voix aux élections présidentielles de l'histoire du parti.  
Des racines de la Socialist Propaganda League of America basée à Boston et du journal de Boston The Revolutionary Age, la section de l'aile gauche du Parti socialiste s'organise indépendamment à la fin de 1918.  Le rédacteur en chef radical Louis Fraina (en) écrit un manifeste de l'aile gauche autour duquel la section s'organise, se rassemblant dans les bureaux du parti socialiste pour exiger l'approbation du programme et proposant une liste de candidats aux élections annuelles du parti dans l'objectif de remodeler le parti sur le modèle du parti communiste russe. 
Soutenue par le vote en bloc des branches radicales du parti socialiste, la section de l'aile gauche remporte la claire majorité des 15 sièges du comité exécutif national au pouvoir ainsi que le vote des délégués internationaux. et du secrétaire international aux élections de 1919. Confronté à l'idée de donner le pouvoir aux radicaux, le Comité exécutif national sortant, guidé par James Oneal et le secrétaire exécutif Adolph Germer, déclare que des irrégularités de vote auraient rendu le résultat invalide.  
De nombreux adhérents du parti en sont alors suspendus ou exclus. En mai 1919, les sous-sections de l'immigration russe, lituanienne, polonaise, lettone, slave méridionale et ukrainienne et les sections du Michigan, du Massachusetts et de l'Ohio sont suspendues. À New York, le Comité exécutif de l'État réorganise les sections locales en expulsant presque la moitié de ses membres. En juillet 1919, le parti a exclu plus de 60 000 de ses près de 110 000 membres comptés six mois auparavant. 
La plupart des anglophones radicaux, dirigés par les membres du Comité exécutif national Alfred Wagenknecht et LE Katterfeld avec le soutien de John Reed, veulent continuer à lutter pour tenter de reprendre le contrôle du Parti socialiste. La Convention nationale d'urgence à Chicago prévue pour le 30 août 1919 est cependant un échec pour eux en raison du contrôle strict du reste du parti.

### Établissement

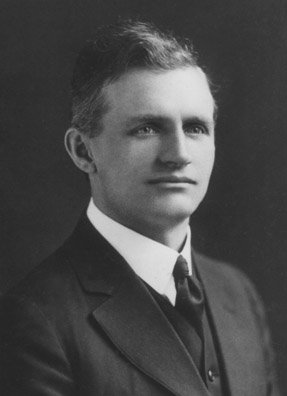
Le secrétaire exécutif du parti, Alfred Wagenknecht, en 1918.

Une vingtaine de délégués radicaux quittent la convention pour se réunir dans une autre salle louée à cet effet, avec environ 50 autres radicaux de gauche non élus. Ensemble, ils se constituent en tant que Communist Labor Party of America (« Parti travailliste communiste d'Amérique ») le 31 août 1919. 

### Fin du parti
Le 18 avril 1920, CE Ruthenberg quitte le Parti communiste américain et crée un parti du même nom, qu'il considère plus légitime, dans le but de fusionner avec le Parti travailliste communiste d'Amérique. L'organisation résultante prend le nom de Parti communiste uni d'Amérique. 
L'Internationale communiste à laquelle l'UCPA et le CPA exige leur fusion en une seule organisation pour éviter les dissenssions internes. Cela a finalement été effectué en mai 1921 lors d'une réunion secrète tenue à l'hôtel Overlook Mountain House, près de Woodstock, New York. Le groupe unifié résultant était également connu sous le nom de Parti communiste d'Amérique, qui s'est transformé en Parti des travailleurs d'Amérique (décembre 1921) et a changé son nom en 1925 en Parti ouvrier (communiste) et en Parti communiste américain en 1929. 